# Tubificoides crenacoleus
Tubificoides crenacoleus är en ringmaskart som beskrevs av Baker 1983. Tubificoides crenacoleus ingår i släktet Tubificoides och familjen glattmaskar. Arten är reproducerande i Sverige. Inga underarter finns listade i Catalogue of Life.